# Sarracenia
Sarracenia is een geslacht van vleesetende bekerplanten uit Noord-Amerika. Er zijn elf soorten beschreven. De planten worden ook wel trompetbekerplanten genoemd. Sarracenia is het typegeslacht van de familie Sarraceniaceae, welke ook de verwante bekerplantgeslachten Darlingtonia en Heliamphora omvat.
De planten zijn inheems aan de oostkust van de Verenigde Staten, in het zuidoosten van Canada en het gebied van de Grote Meren. De meeste soorten komen enkel voor in het zuidoosten van de Verenigde Staten; alleen de paarse trompetbekerplant (Sarracenia purpurea) groeit ook in koudere streken.
Sarracenia-soorten bezitten bekervormige bladeren waarmee ze kleine geleedpotigen vangen. Prooidieren worden aangetrokken door de felgekleurde bekers en de nectar die ze uitscheiden. De bekerrand is zeer glibberig en biedt geen houvast. Wanneer de dieren in de beker zijn gegleden, verdrinken ze en worden verteerd door middel van enzymen.

## Beschrijving
Sarracenia-soorten zijn vaste, kruidachtige planten op een ondergrondse wortelstok. De kokervormige bladeren staan in een rozet en groeien vrijwel verticaal omhoog, met de bekeropening naar boven gericht.

### Vangbeker

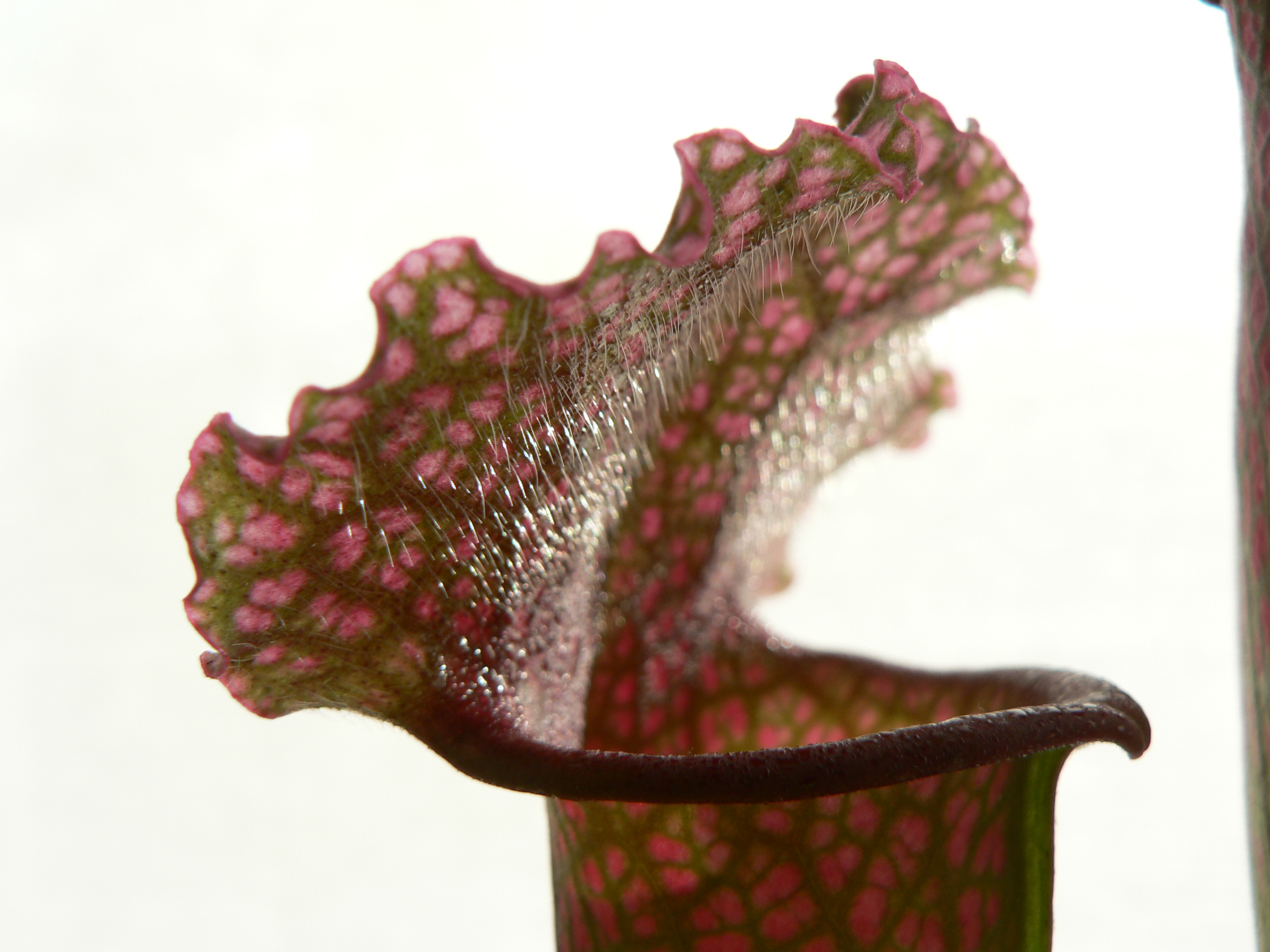
haartjes onder het operculum

De morfologie van de vangbeker vertoont veel overeenkomsten met die van Nepenthes-soorten. Boven de bekeringang bevindt zich het lipvormige operculum. Deze staat meestal open in de richting van het midden van de rozet. Bij de meeste soorten bedekt het operculum minstens de helft van de bekeropening. Hierdoor valt er minder neerslag in de beker en blijft de verdunning van de bekervloeistof beperkt. Het operculum lokt ook prooien naar de bekeringang middels felle kleuren en een aantrekkelijke geur. Bij sommige soorten produceert het operculum kleine hoeveelheden nectar. De naar beneden gerichte haartjes onder het operculum leiden de insecten naar de bekeringang. Sommige soorten, met name S. minor en S. psittacina, hebben opercula die laag boven de bekerinhang hangen en bladgroenvrije stukken bevatten. Potentiële prooidieren proberen door deze transparante gedeeltes te vliegen en stuiteren vervolgens de beker in.
De omgekrulde bekerrand, het peristoom genaamd, is zeer glad en bevat nectarklieren voor het lokken van prooidieren. Kleine geleedpotigen die op het peristoom lopen, glijden makkelijk uit en vallen zo in de koker. De wasachtige binnenrand direct onder het peristoom bemoeilijkt het ontsnappen.
De rest van de bekerbinnenzijde is dicht bezet met klieren die proteasen en andere verteringsenzymen aanmaken. De wand bevat ook naar beneden gerichte haartjes die het ontsnappen bemoeilijken. Behalve de zelf aangemaakte enzymen dragen ook bacteriën in de bekervloeistof bij aan de vertering.

### Bloeiwijze en zaden

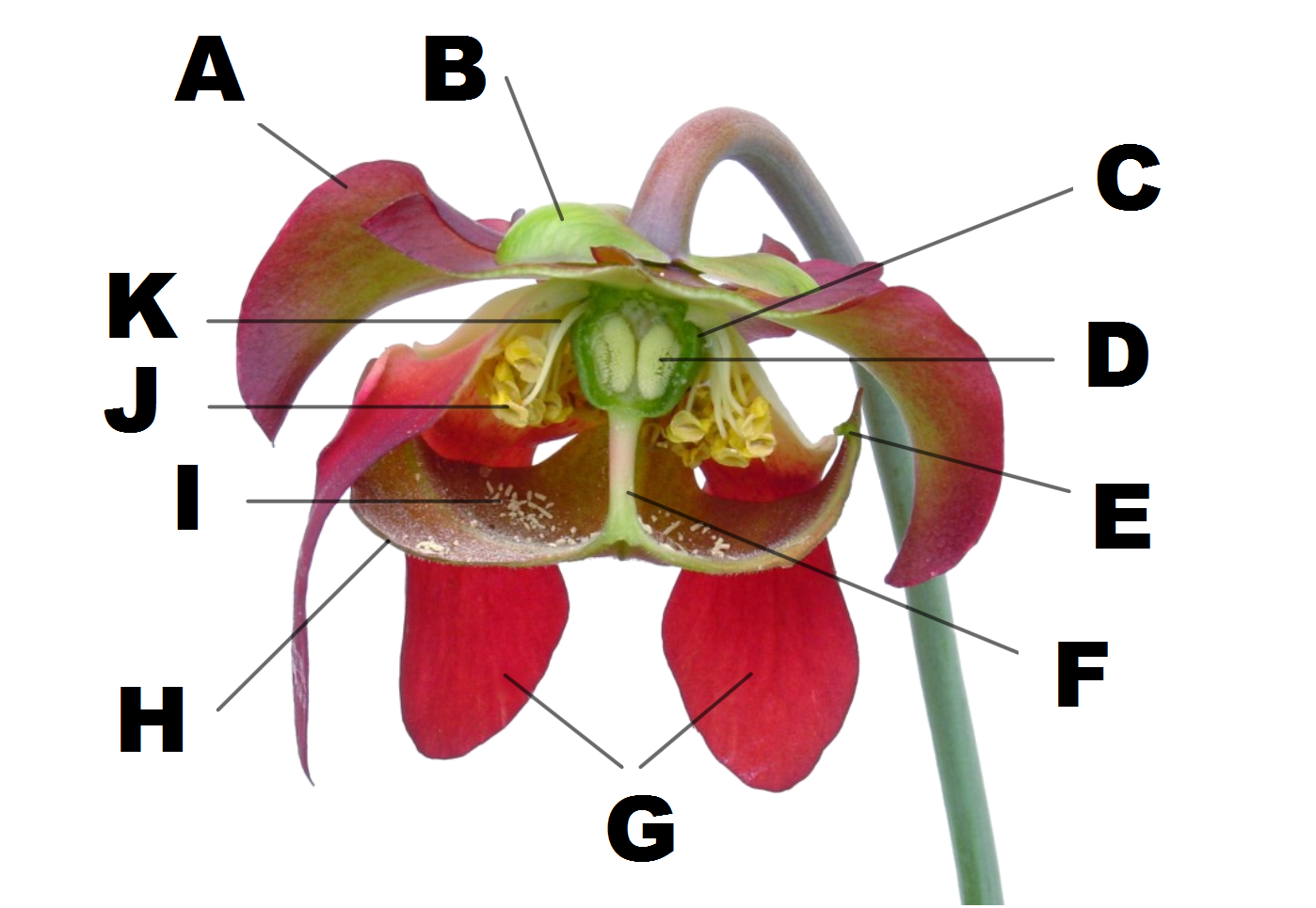
Anatomie van een Sarracenia-bloem
A: kelkblad;
B: schutblad;
C: vruchtbeginsel;
D: zaadknoppen;
E: stempel;
F: stijl;
G: kroonbladeren;
H: parapluvormige stamper;
I: stuifmeel;
J: meeldraad;
K: helmdraad

Vroeg in de lente produceren Sarracenia-soorten tweeslachtige bloemen. Dit gebeurt tegelijk of iets eerder dan de ontwikkeling van de vangbekers. Elke bloem groeit afzonderlijk op een lange stengel, hoog boven de vangbekers. Zo wordt zoveel mogelijk voorkomen dat potentiële bestuivers worden gedood.
De bloem heeft een diameter van drie tot tien centimeter, afhankelijk van de soort. De bloem bestaat uit vijf rode of gele kroonbladeren, vijf kelkbladeren, drie schutbladeren, een groot aantal meeldraden en een parapluvormige, vijfpuntige stamper. Op de vijf punten bevinden zich de stempels. De bloem hangt ondersteboven, zodat de parapluvorm het stuifmeel van de meeldraden opvangt. De kroonbladeren hangen tussen de vijf punten van de stamper, zodat de stempels buiten de bloem uitsteken, ver van het opgevangen stuifmeel vandaan. Bijen zijn de belangrijkste bestuivers van Sarracenia. Om bij de nectar te komen moeten zij langs de stempels. Eenmaal in de bloem komen ze in aanraking met de stuifmeel op de stamper en aan de meeldraden. Om de bloem te verlaten tillen ze een kroonblad op en vliegen tussen de stempels door weg. Op deze manier wordt zelfbestuiving voorkomen. De verzamelde stuifmeel wordt naar een volgende bloem gebracht en het proces begint opnieuw.

## Verspreidingsgebied

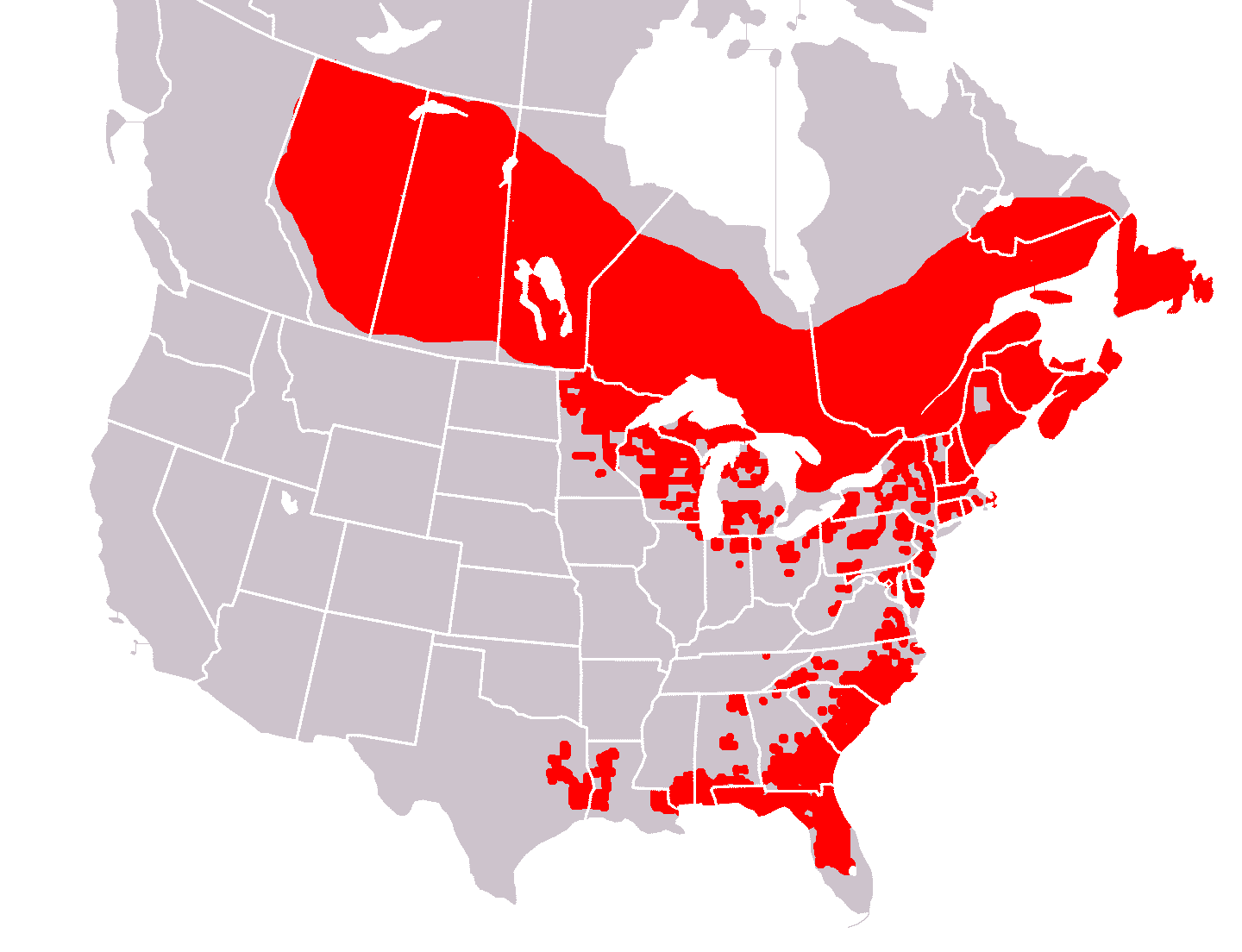
Verspreidingsgebied in de Verenigde Staten

Het verspreidingsgebied beslaat een groot deel van het oosten van Noord-Amerika. Alle Sarracenia-soorten zijn vaste planten, gebonden aan een seizoensklimaat. De meeste soorten komen alleen voor in de warme streken van de oostkust van de Verenigde Staten, tot in Texas. Alleen de paarse trompetbekerplant (Sarracenia purpurea) groeit ook in koudere klimaten. Deze soort komt ook voor in het zuidoosten van Canada en het gebied van de Grote Meren. S. rubra alabamensis, S. rubra jonesii en S. purpurea var. montana komen ook voor op de Appalachen en andere inlandse gebergtes.

## Soorten
- Sarracenia alabamensis
- Sarracenia alata
- Sarracenia flava (Gele trompetbekerplant)
- Sarracenia jonesii
- Sarracenia leucophylla
- Sarracenia minor
- Sarracenia oreophila
- Sarracenia psittacina
- Sarracenia purpurea  (Paarse trompetbekerplant)
- Sarracenia rosea
- Sarracenia rubra